# Gepard
Gepard (germană Gepard) este un sistem antiaerian autopropulsat blindat, autonom, care poate acționa în orice condiții meteorologice, construit pe șasiul tancului Leopard 1. Proiectat la mijlocul anilor 1960 și folosit începând cu anii 1970, sistemul a fost îmbunătățit de câteva ori cu sisteme electronice de ultimă generație. Gepard a fost principalul sistem mobil de apărare antiaeriană al forțelor terestre germane, olandeze și belgiene. Germania a înlocuit autotunurile antiaeriene Gepard cu sistemul LeFlaSys, în anul 2010.

## Descriere

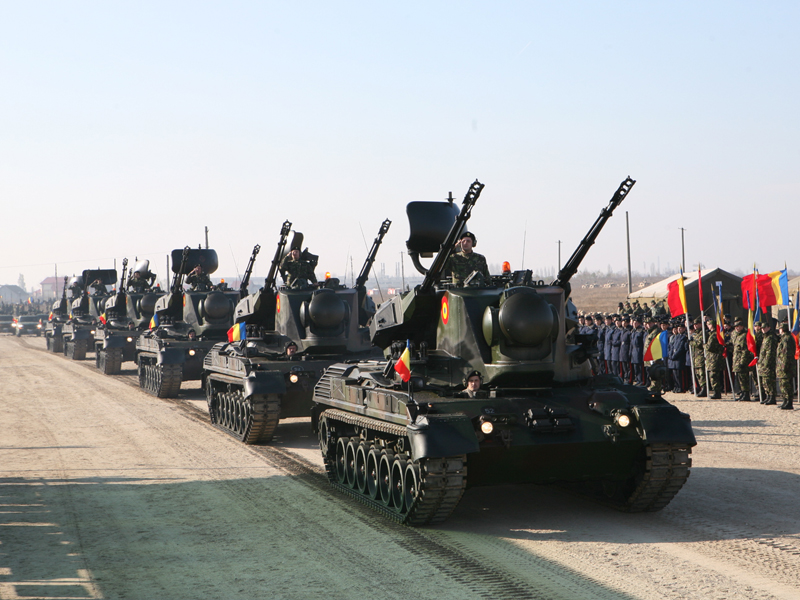
Sistemul de artilerie antiaeriană Gepard din dotarea armatei române.

Vehiculul are la bază șasiul tancului Leopard 1, pe care este montată o turelă supradimensionată. Turela conține armamentul, care constă în două tunuri automate de calibrul 35 mm Oerlikon KDA, și cele două antene radar, unul de cercetare și unul de urmărire. Telemetrul laser se află în partea din față a turelei, între cele două tunuri. Fiecare tun are o cadență de 550 de lovituri pe minut. Tunurile au o lungime de 3,15 m, cu o viteză inițială a proiectilului de 1.440 m/s (utilizând proiectilele FAPDS, lovitură subcalibru perforantă frangibilă cu sabot detașabil) și o bătaie eficace de 5.500 metri. Tunurile automate KDA pot folosi două tipuri de muniție diferite, autotunul antiaerian fiind echipat de obicei cu 640 de proiectile antiaeriene și 40 de proiectile pentru țintele terestre. Trecerea de la un tip de muniție la altul este automată. Turela este acționată electric de către un motor de 40 kW. Pentru formarea tensiunii de alimentare, Gepard este dotat cu un motor auxiliar diesel de 90 CP Mercedes-Benz OM 314 de 3,8 litri și patru cilindri. Vehiculul dispune de un sistem de navigație propriu și două telescoape panoramice. Radarul de cercetare are o rază de acțiune de 15 kilometri și poate funcționa din mișcare, datele fiind actualizate în fiecare secundă. Recunoașterea amicului/inamicului este automată. Radarul de urmărire transmite automat datele referitoare la țintă sistemului de conducere a focului. Acesta, având la bază un calculator analogic, orientează automat armamentul din dotare spre țintă.

## Utilizatori
- Germania - 377 construite inițial pentru Bundeswehr. 91 au rămas în uz până în 2010, fiind păstrate în rezervă până la introducerea SysFla.
- Belgia - 55 livrate, retrase din uz.
- Brazilia - 36 de sisteme comandate din stocurile Germaniei.
- Chile - 4 sisteme livrate în 2008 și returnate în 2011. Comanda inițială pentru 30 de exemplare a fost anulată din cauza costurilor ridicate ale revitalizării și modernizării.
- Iordania - 60 de sisteme din stocurile Olandei.
- Țările de Jos - 95 livrate, retrase din uz. 60 de sisteme au fost vândute Iordaniei.
- România - 43 (36 + 7 pentru piese) de sisteme B2L, donate de către Germania.[1][2]

## Sisteme comparabile
- Tunguska-M1
- ZSU-23-4 Shilka
- Tip 95 SPAAA
- Tip 87
- PZA Loara
- M247 Sergeant York